# Хинкли Юнайтед
«Хинкли Юнайтед» — бывший английский футбольный клуб из города Хинкли, Лестершир. Образован в 1997 году. Домашние матчи проводил на стадионе «Де Монтфорт Парк». В последнем своем сезоне выступал в Северной Конференции, шестом по значимости футбольном турнире Англии. 7 октября 2013 года клуб был расформирован по решению суда. После ликвидации клуба, фанаты команды создали новый клуб АФК Хинкли. Этот возродившийся клуб начал свои выступления в Первом дивизионе Лиги Мидланда в сезоне 2014/15.

## История

### Предыстория
В городе Хинкли футбольная команда существует более 100 лет. Самой первой командой была Хинкли Таун, основанная в 1889 году, и выступавшая в Лиге Лестершира. Выход в Лигу Мидланда изменил название клуба на Хинкли Юнайтед, но успеха это не принесло, и команда вернулась в Лигу Лестершира в 1905 году, где и выступала до Первой Мировой Войны. После войны Хинкли Юнайтед выступал в Комбинации Бирмингема, и даже дважды (в 1924 и 1927 годах) становился чемпионом этой лиги.
После Второй Мировой Войны клуб приобрел землю под строительство стадиона на Миддлфилд Лейн за £500, сменил название на Хинкли Атлетик в сентябре 1946 года и стал выступать в Комбинации Нанитона (Nuneaton Combination league).
Хинкли Атлетик выступали в Комбинации Бирмингема, Южной Лиге и в Лиге Западного Мидланда, до того как стать основателями Альянса Мидланда. Самое высоким достижением на то время было выступление в Премьер дивизионе Южной Лиги в 1964 году. В 1972 году клуб вновь изменил название на Хинкли Таун.

### Хинкли Юнайтед
Хинкли Юнайтед был создан 18 июня 1997 года, после согласия акционеров клуба Хинкли Атлетик на объединение с соседним клубом Хинкли Таун. Объединение прошло сразу после завершения сезона 1996/97, когда Хинкли Атлетик в третий раз подряд немного не хватило для повышения в Южную Лигу (команда занимала 2,3 и 2 места в чемпионате)

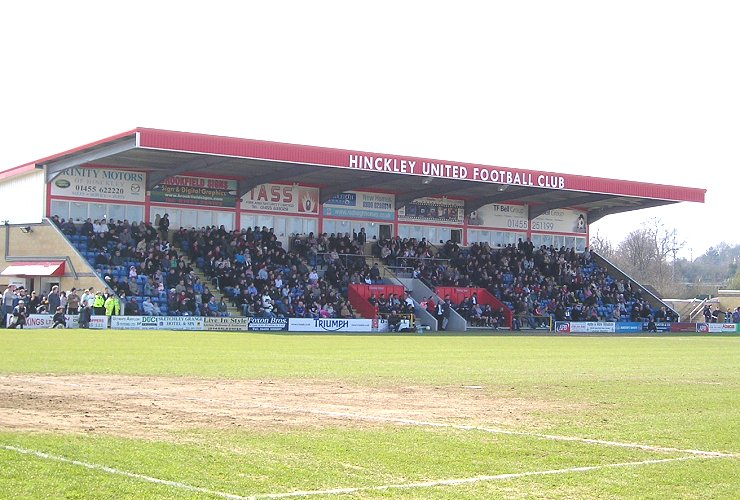
Монфорт Парк

Соответственно новый клуб должен был играть на стадионе Миддлфилд Лейн, а стадион Хинкли Таун Лестер Роад использовался как тренировочное поле. Когда Футбольная ассоциация и Южная Лига одобрили слияние, то Хинкли Юнайтед получил место Хинкли Таун в Первом дивизионе Мидланд/Запад Южной Лиги.
Целью объединения был выход клуба на более высокий уровень футбола. И эта цель была достигнута в течение четырех лет. После первого сезона, где команда заняла место в середине таблицы, последовали четвертое, третье, и наконец, первое место в лиге в сезоне 2000/01. В победный сезон игроки Хинкли забили 102 мяча, а команда не знала поражений на домашнем стадионе в течение 51 игры.
Первые два сезона в Премьер дивизионе Южной лиги команда финишировала в середине таблицы, но в сезоне 2003/04 смогла достичь шестого места, что позволило ей стать участником свежесозданной Северной Конференции

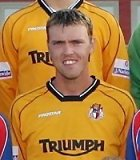
Мэтт Гедсби

После двух сезонов проведенных в Северной конференции, команда стала всерьез претендовать на чемпионство, что и подтвердил хороший старт в сезоне. Однако, трагическая смерть защитника команды Мэтта Гедсби во время выездного матча против Харрогейт Таун 9 сентября 2006 года, и последовавший за ней траур (игроки целый месяц не играли официальные матчи), не позволили команде подняться выше четвертого места.
В это время продолжилось развитие клуба. Миддлфилд Лейн был продан за 4 миллиона фунтов, а на эти деньги был построен новый стадион Де Монфорт Парк, вместимостью 4329 зрителей. Первая игра на новом стадионе состоялась 5 марта 2005 года. Посещаемость домашних игр выросла, и в конце 2006 года был установлен рекорд посещаемости в 2900 человек.
В сезоне 2006/07 Хинкли Юнайтед боролся за сохранение места в лиге. К Рождеству команда находилась на последнем месте в таблице. Но далее последовала девятиматчевая серия без поражений, и команда сумела избежать вылета.
Следующие несколько сезонов прошли под знаком финансовой нестабильности.  На клуб накладывались запреты в регистрации новых игроков, ограничение на количество человек в команде (не более 16). Окончательно клуб рассчитался с долгами только в ноябре 2010 года.
В сезоне 2011/12 клуб должен был вылететь из Северной Конференции по спортивным показателям, но из-за финансовых проблем клубов Дарлингтон и Кеттеринг Таун был оставлен в лиге.
В следующем сезоне финансовые проблемы вновь настигли клуб. На команду было наложено трансферное эмбарго. Началась череда отставок главных тренеров.
7 октября 2013 года Хинкли Юнайтед был официально расформирован по решению суда.

## Выступления

### В лигах
| Сезон     | Уровень | Дивизион                                 | Место | И  | В  | Н  | П  | Гз  | Гп | Раз | О  |
| --------- | ------- | ---------------------------------------- | ----- | -- | -- | -- | -- | --- | -- | --- | -- |
| 1997-98   | 7       | Первый дивизион Мидланд Южной лиги       | 12    | 40 | 15 | 11 | 14 | 59  | 56 | +3  | 56 |
| 1998-99   | 7       | Первый дивизион Мидланд Южной лиги       | 4     | 42 | 20 | 12 | 10 | 58  | 40 | +18 | 72 |
| 1999-2000 | 7       | Первый дивизион Мидланд/Запад Южной лиги | 3     | 42 | 25 | 12 | 5  | 89  | 47 | +42 | 87 |
| 2000-01   | 7       | Первый дивизион Мидланд/Запад Южной лиги | 1     | 42 | 30 | 8  | 4  | 102 | 37 | +65 | 98 |
| 2001-02   | 6       | Премьер дивизион Южной лиги              | 12    | 42 | 14 | 13 | 15 | 64  | 62 | +2  | 55 |
| 2002-03   | 6       | Премьер дивизион Южной лиги              | 13    | 42 | 12 | 16 | 14 | 61  | 64 | −3  | 52 |
| 2003-04   | 6       | Премьер дивизион Южной лиги              | 6     | 42 | 15 | 14 | 13 | 55  | 46 | +9  | 59 |
| 2004-05   | 6       | Северная Конференция                     | 12    | 42 | 15 | 11 | 16 | 55  | 62 | −7  | 56 |
| 2005-06   | 6       | Северная Конференция                     | 10    | 42 | 14 | 16 | 12 | 60  | 55 | +5  | 58 |
| 2006-07   | 6       | Северная Конференция                     | 4     | 42 | 19 | 12 | 11 | 68  | 54 | +14 | 69 |
| 2007-08   | 6       | Северная Конференция                     | 19    | 42 | 11 | 12 | 19 | 48  | 69 | −21 | 45 |
| 2008-09   | 6       | Северная Конференция                     | 10    | 42 | 16 | 9  | 17 | 56  | 59 | −3  | 57 |
| 2009-10   | 6       | Северная Конференция                     | 7     | 40 | 16 | 14 | 10 | 60  | 52 | +8  | 62 |
| 2010-11   | 6       | Северная Конференция                     | 15    | 40 | 13 | 7  | 20 | 76  | 76 | 0   | 46 |
| 2011-12   | 6       | Северная Конференция                     | 20    | 42 | 13 | 9  | 20 | 75  | 90 | −15 | 48 |

Примечания:
- В сезоне 2010/11 было сыграно только 40 игр из-за расформирования клуба Илкестон.

### В кубках

#### Кубок Англии
Хинкли Юнайтед дважды выходил во второй раунд Кубка Англии.
В сезоне 2001/02 Хинкли Юнайтед победил в гостях команду Грейс Атлетик в первом раунде со счетом 2-1, а во втором раунде дома уступил 0-2 клубу Челтнем Таун.
В сезоне 2004/05 Хинкли дома победил клуб Торки Юнайтед со счетом 2-0. Во втором раунде жребий выпал играть с Брентфордом, командой Первой Лиги. Матч транслировался по телевидению. Хинкли сумел удержать ничью 0-0, однако в переигровке в гостях уступил 2-1.

#### ФА Трофи
За свою короткую историю Хинкли Юнайтед однажды достигал четвертого раунда ФА Трофи в сезоне 1998/99, где проиграл в гостях клубу Йовил Таун.
В сезоне 2011/12 также Хинкли выступил весьма успешно в этом кубке. В первом раунде был побежден клуб Рексем, на тот момент лидер Национальной конференции, а во втором раунде только в переигровке Хинкли уступил Лутон Тауну. Нападающий Хинкли Юнайтед Андре Грей произвел приятное впечатление на руководство Лутона в обоих матчах, и был позднее куплен ими за рекордные для Хинкли £30,000.